# Délégation générale au Renseignement national
La délégation générale au Renseignement national (DRN) est un service de renseignement sénégalais créé en 2014 pour regrouper tous les services qui étaient logés dans divers ministères et au niveau de la présidence de la République. Ce service chapeaute la Direction générale du renseignement intérieur (DGRI) et la Direction générale du renseignement extérieur (DGRE).
La direction en a été confiée à un général à la retraite, Papa Farba Sarr, qui a été à la tête de la direction de la Documentation et de la Sécurité extérieure (DDSE) avant de prendre les commandes de la cellule d'orientation stratégique (COS). Son directeur a rang de ministre.